# Marc Rostan
Marc Rostan (ur. 30 listopada 1963 roku w Paryżu) – francuski kierowca wyścigowy.

## Kariera
Rédon rozpoczął karierę w wyścigach samochodowych w 1990 roku od startów we Francuskiej Formule 3, gdzie jednak nie zdobywał punktów. Trzy lata później w tej samej serii był dwudziesty. W późniejszych latach pojawiał się także w stawce Formuły 3000, 24-godzinnego wyścigu Le Mans, FIA GT Championship, French GT Championship, Sports Racing World Cup, Belgian Procar, American Le Mans Series, FIA Sportscar Championship, 1000 km Le Mans, Le Mans Endurance Series, Le Mans Series, Bioracing Series, Belgian Touring Car Series, Intercontinental Le Mans Cup, FIA World Endurance Championship oraz Blancpain Endurance Series.
W Formule 3000 Francuz startował w latach 1994-1996. Jednak w żadnym z sześciu wyścigów, w których wystartował, nie zdołał zdobyć punktów.